# Albert Jacob Steinfeldt

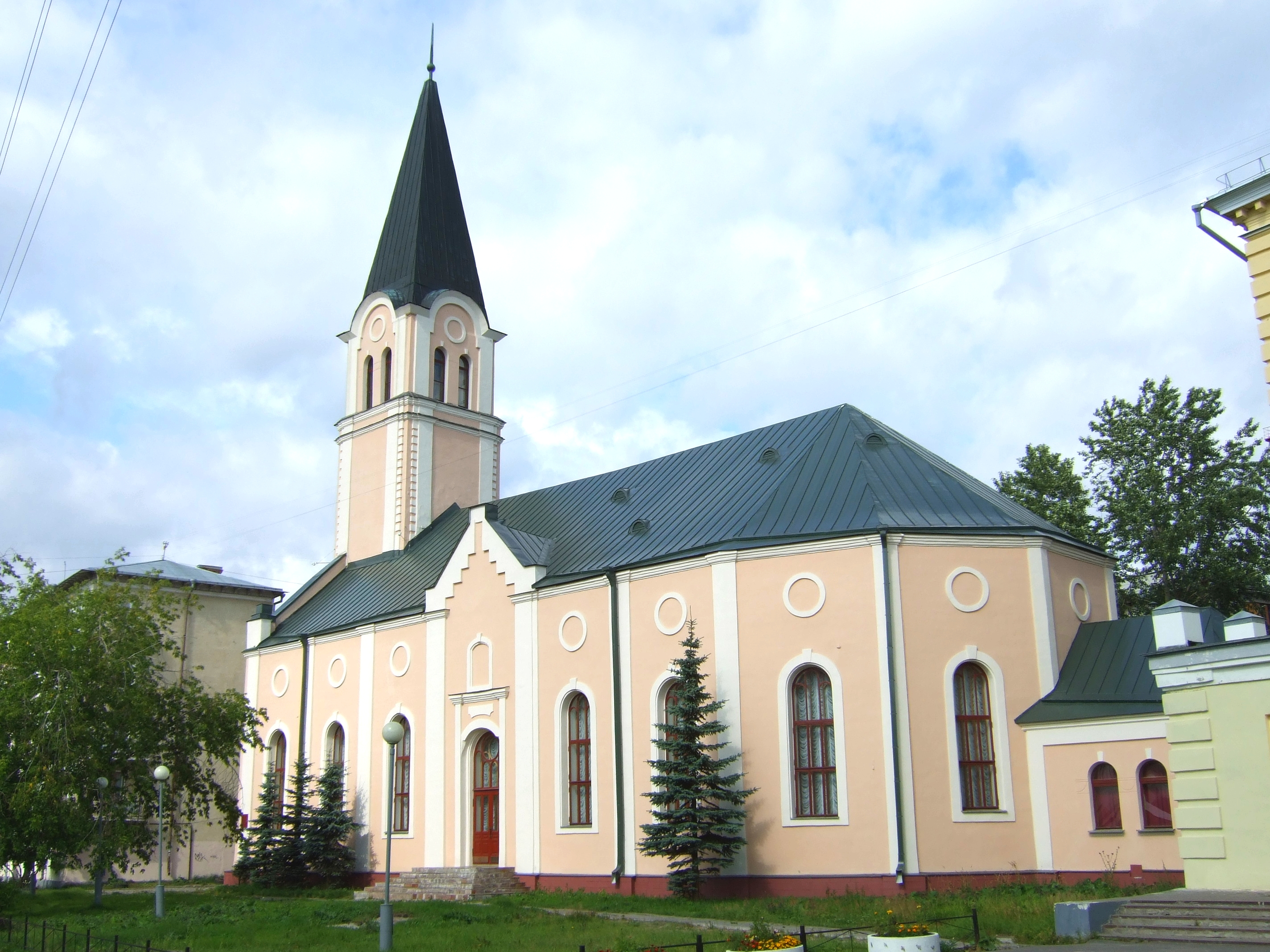
Església de Santa Caterina a Arkhànguelsk, d'on fou organista.

Albert Jacob Steinfeldt (de vegades Jakob de nom i també Steinfeld de cognom, (4 de juny de 1741 a Hamburg; † 16 de juliol de 1815 a Bergedorf) fou un organista i compositor alemany.
Deixà nombroses composicions, entre les que Gerber cita les següents: 6 solos per a flauta (Berlín, 1784); 3 sonates i 3 sonatines per a clavicordi (Lübeck, 1788); 12 cançons alemanyes per a piano (Hamburg, 1797); 6 quartets per a dos clarinets i dos corns, i odes per a cant amb acompanyament de piano.